# 湖廣貴州四川總督
湖廣貴州四川總督，總督湖、廣、川、貴，簡稱川湖總督，為明朝嘉靖年間設立的一個臨時總督職位，其目的是為鎮壓貴州、湖廣等地苗族起事。

## 概述
- 嘉靖二十七年，設置，轄區包括四川、貴州、湖廣等地[1]。
- 嘉靖三十三年，湖廣西部容美十四司歸其直轄。
- 嘉靖四十二年，因平定起事而罷免此職位[2]。

## 歷任總督
| 序次                         | 姓名   | 任职时间             | 卸职时间               | 卸職原因/备注 |
| 總督四川、貴州、湖廣等地軍務 |        |                      |                        |               |
| 1                            | 張岳   | 嘉靖二十七年六月丁未 | 嘉靖三十一年十二月壬申 | 去世          |
| 2                            | 屠大山 | 嘉靖三十二年二月戊午 | 嘉靖三十三年正月壬子   | 调任          |
| 3                            | 馮岳   | 嘉靖三十三年二月戊午 | 嘉靖三十六年三月丙寅   |               |
| 4                            | 王崇   | 嘉靖三十六年三月丙寅 | 嘉靖三十八年正月壬寅   |               |
| 5                            | 石永   | 嘉靖三十八年正月壬寅 | 嘉靖三十九年四月辛酉   |               |
| 6                            | 黃光升 | 嘉靖三十九年四月辛酉 | 嘉靖三十六年三月丙寅   |               |
| 7                            | 董威   | 嘉靖四十年閏五月丙申 | 嘉靖四十年九月甲辰     |               |
| 8                            | 王崇奎 | 嘉靖四十年九月甲辰   | 嘉靖四十二年           |               |